# Diego de Sojo
Diego de Sojo o bien Diego de Sojo y Peñaranda (Talamanca de Jarama, Corona española, 1566 – Cartago de la provincia de Costa Rica, Imperio español, e/ noviembre y diciembre de 1639) fue un conquistador y encomendero español que fundó la nueva ciudad de Santiago de Talamanca, de la que fue su tercer alcalde ordinario hacia 1609 hasta 1610, año que fuera nombrado de forma efímera como teniente de gobernador de su territorio jurisdiccional. 

## Biografía

### Origen familiar y primeros años
Diego de Sojo había nacido en el año 1566 en la villa de Talamanca de Jarama, de Castilla la Nueva que formaba parte de la Corona de España, siendo hijo de Juan de Peñaranda y Sojo, quien como teniente de gobernador de Cartago ocupara el cargo de gobernador interino de Costa Rica desde 1589 hasta 1590, y de Sabina de Artieda Uclés y Enríquez de Chirino (n. Uceda, ca. 1646), una hermana del gobernador Diego de Artieda Chirino y Uclés.
Llegó con once años de edad, en 1577 y con su padre, a la provincia de Costa Rica en donde su tío materno desde ese año hasta 1589 era gobernador de la misma en forma vitalicia y, desde el año anterior hasta 1583, también de la provincia de Nicaragua.

### Alcalde y teniente de gobernador de Talamanca
El 10 de octubre de 1605 fundó la ciudad de Santiago de Talamanca, a orillas del río Sixaola —en territorios hoy pertenecientes a la actual República de Panamá— en la cual había sido designado como su primer alcalde ordinario a Diego de Flores, quien en 1607 fuera sucedido por Gaspar Delgado y hacia 1609 por el mismo capitán Sojo.
En 1610 la Real Audiencia de Guatemala erigió en la región la incipiente provincia del Duy y Mexicanos y nombró como gobernador a Gonzalo Vázquez de Coronado y Arias Dávila. Este último designó como lugarteniente general suyo a Diego de Sojo y le encomendó el cargo de teniente de gobernador de Talamanca, en la nueva provincia, sucediéndole Juan Fernández como alcalde ordinario de Santiago de Talamanca.

### Rebelión aborigen en la nueva provincia de Duy y Mexicanos
Pero los abusos que cometió con los indígenas y el reparto de estos en encomiendas de servicios personales provocaron una rebelión el 29 de julio del citado año, por parte de los pueblos de las etnias ateo, térrebe, viceita y cabécar, encabezados por Guaycorá, cacique de Sucaca, y por el usekar o sumo sacerdote de Cabécar llamado Sumamará.
La ciudad de Santiago fue sitiada y la población rural, entre los que se encontraban niños, mujeres y hombres, fue totalmente asesinada. Los 120 habitantes urbanos se refugiaron en el fuerte San Ildefonso, que había sido construido por Alonso de Bonilla unos años antes, pero finalmente la ciudad fue destruida e incendiada.

### Reincorporación de Duy y Mexicanos a Costa Rica
Cuando llegaron los refuerzos se levantó el sitio de la ciudad pero hacia el 12 de septiembre del mismo año, los habitantes temerosos de otra sublevación decidieron abandonarla, y de esta manera la nueva provincia quedó de hecho extinguida y su territorio nominalmente reincorporado a la provincia costarricense. 
Diego de Sojo intentó reconquistar la región, pero no se atrevió a pasar de Tariaca, en la Tierra Adentro, y a finales de noviembre de 1611 se retiró a Cartago de la provincia de Costa Rica.

### Alcalde de Cartago y fallecimiento
Fue asignado como alcalde ordinario de dicha ciudad desde 1625 hasta 1630. Finalmente, el maestre de campo Diego de Sojo y Peñaranda fallecería entre noviembre y diciembre de 1639 en la ciudad costarricense de Cartago, de la Capitanía General de Guatemala que a su vez era una entidad autónoma del Virreinato de Nueva España.

## Matrimonio y descendencia
Diego de Sojo se había unido en matrimonio con Fabiana de Torres, con la que tuvo dos hijos:
- Alonso de Sojo[13] (n. 1595)[13] que era un militar que llegaría al rango de capitán.[13]
- Juana de Sojo y Torres[13] (n. 1610).[13]